# Magyar Telekom

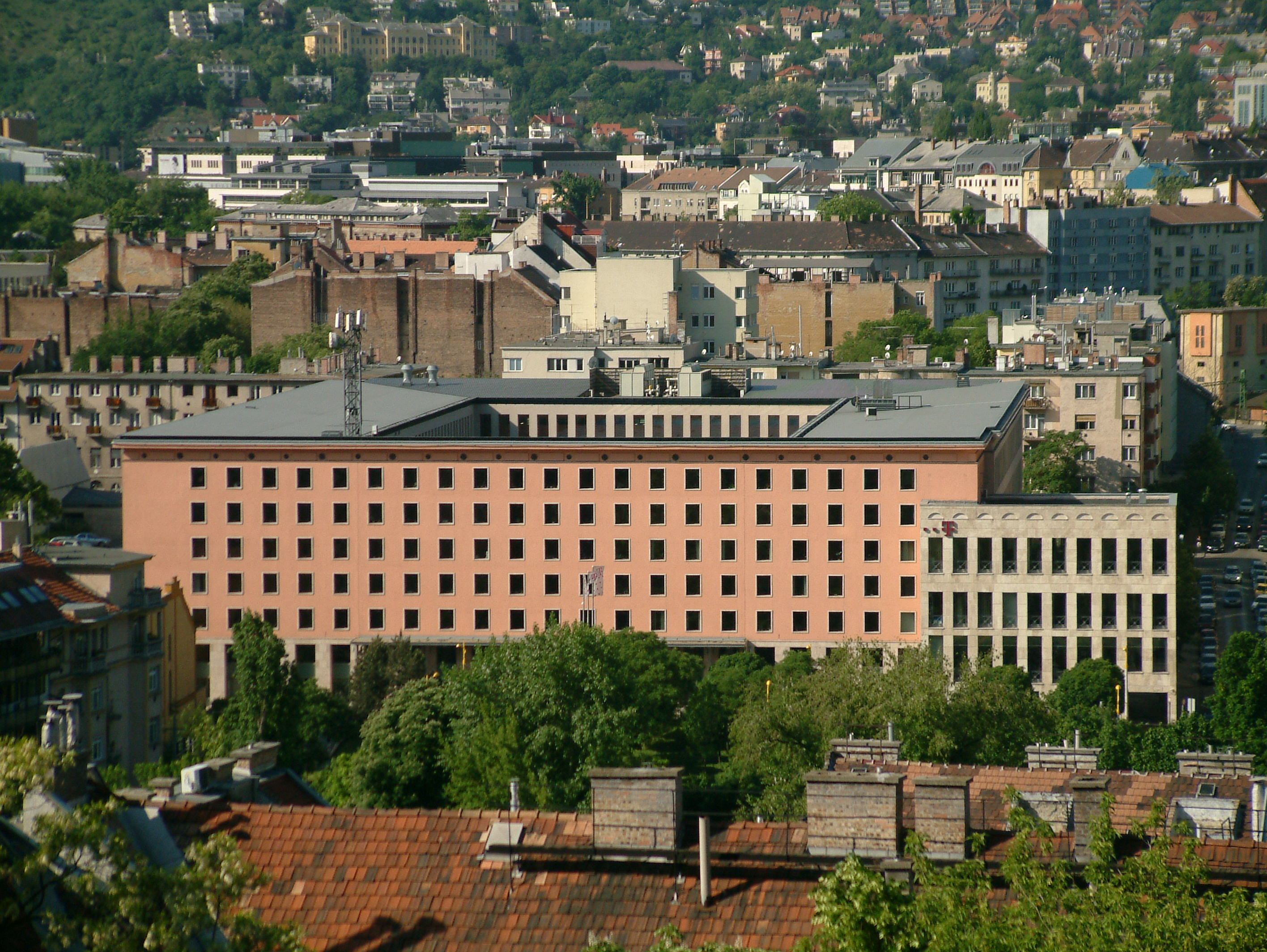
Головной офис Magyar Telekom в Будапеште

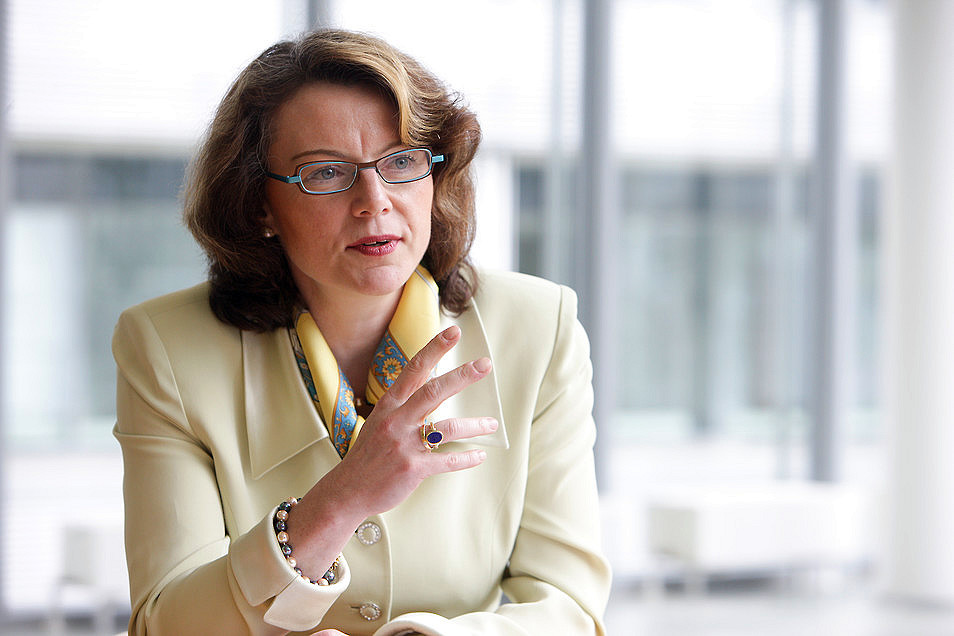
Президент компании Керстин Гюнтер

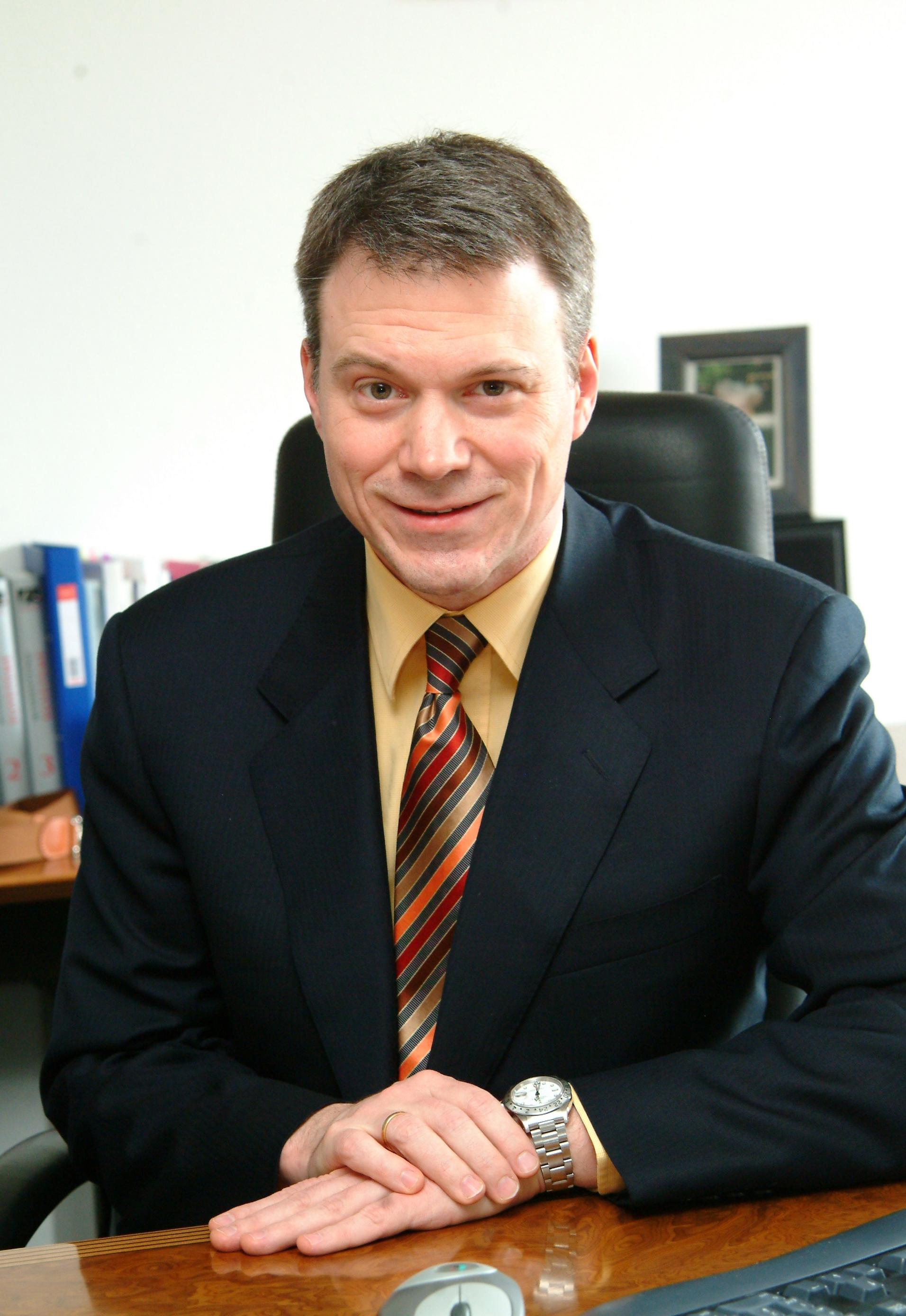
Генеральный директор компании Кристофер Маттейсен

Magyar Telekom Nyrt. (с венг. — «Венгерский Телеком»), полное название Magyar Telekom Távközlési Részvénytársaság (венг. Публичная компания «Венгерский телеком») — венгерская открытая публичная с ограниченной ответственностью телекоммуникационная компания, занимающаяся предоставлением услуг телефонной связи (городской и мобильной), выхода в Интернет и цифрового телевидения. Образована в декабре 1989 года под названием Magyar Távközlési Vállalat (с венг. — «Венгерское телекоммуникационное предприятие») после разделения Венгерской почты на три отдельных предприятия. 31 декабря 1991 года компания стала открытой публичной под названием Magyar Távközlési Rt. или сокращённо MATÁV, и вплоть до конца 1993 года она была государственной.
1 июля 1993 года Закон о телекоммуникациях вступил в силу, что позволило приватизировать компанию. Компания была выкуплена консорциумом MagyarCom, созданным компаниями Deutsche Telekom и Ameritech International, за 875 миллионов долларов США. Материнская компания Deutsche Telekom владеет 59,21% акций. Своё современное название Magyar Telekom компания получила 6 мая 2005, хотя при этом и сейчас в прессе и документах встречается название Magyar Távközlési.

## История
31 декабря 1991 одно из отделений Венгерской почты стало официальным оператором связи в Венгрии под зарегистрированным полным названием Magyar Telecom Rt. или сокращённым Matáv. До конца 1993 года компания принадлежала государству, однако уже 7 июля 1993 года был принят Закон о телекоммуникация, что позволило приватизировать компанию и начать оказывать платные услуги телефонной связи (городской и мобильной). 22 декабря 1993 года был заключён контракт о приобретении компании Matáv консорциумом MagyarCom, образованным из Deutsche Telekom и Ameritech International (30,1% акций приобрела Deutsche Telekom) за 875 миллионов долларов США. Послед сделки начали образовываться местные телекоммуникационные компании. В охвате Matáv было в своё время более 70% территории Венгрии, где проживало 72% населения Венгрии в 36 крупных городах и общинах.

## Состав
Группа Magyar Telekom Group охватывает три области телекоммуникаций: проводная связь, мобильная связь и услуги для бизнеса. В состав группы входят компании T-Home (слияние T-Com, T-Online, and T-Kábel), T-Mobile (ранее Westel 900 и Westel) и T-Systems (ранее Matáv Üzleti Szolgáltatások Üzletág). В других странах группа представлена своими национальными компаниями: в Македонии это Македонски Телеком и T-Mobile Macedonia, в Черногории — T-Crnogorski Telekom и T-Mobile Crna Gora (ранее MoNet), в Румынии — Combridge.

## Услуги и проекты

### ENUM
Одним из проектов, над которым работают сотрудники Magyar Telekom, это ENUM (E.164 NUmber Mapping) — технология универсальных идентификаторов телефонных номеров, которая позволяет соединять сети классической и IP-телефонии. Эта технология позволяет улучшить качество телефонной связи и Интернет-соединения.

### WiMax
Magyar Telekom предоставляет свои услуги связи по технологии WiMax: ими создана своя экспериментальная сеть.

### xDSL
Компания предоставляет выход в Интернет по технологиями ADSL2, ADSL2+, SHDSL и VDSL2.

### Оптоволоконная связь
DWDM-системы предоставляют подключение по оптоволоконной сети с расчётной скоростью до 40 Гбит/с. Компания в настоящее время занимается поиском оптимальных параметров для расположения элементов сети в каждом крупном городе Венгрии.